# Sherry Ortner
Sherry Beth Ortner (ur. 19 września 1941 w Newark, New Jersey) – amerykańska profesor antropologii kulturowej (społecznej), związana z University of California, Los Angeles (Department of Anthropology), współtwórca nowej specjalności naukowej – antropologii feministycznej, autorka m.in. Is Female to Male as Nature is to Culture? (1974), Sexual Meanings: The Cultural Construction of Gender and Sexuality (1981), Making Gender: The Politics and Erotics of Culture (1996), członek American Academy of Arts and Sciences.

## Życiorys
Urodziła się 19 września 1941 roku w Newark, New Jersey w żydowskiej rodzinie mieszczańskiej. W rodzinnym mieście ukończyła Weequahic High School (1958), po czym podjęła studia w Bryn Mawr College, gdzie włączyła się w działalność ruchu praw obywatelskich. Zainteresowała się też antropologią i etnografią, w pierwszej kolejności tybetańskimi Szerpami. Po uzyskaniu stopnia A.B. (1966) kontynuowała studia na University of Chicago, gdzie otrzymała M.A. i wykonywała pracę doktorską (Ph.D. w roku 1970).
Jej opiekunem naukowym był w Chicago Clifford Geertz, jeden z twórców antropologii interpretatywnej. W tym okresie wskazywała podobieństwa pozornie sprzecznych założeń strukturalizmu – które opisywał Claude Lévi-Strauss – i marksizmu. 
Pierwsze badania terenowe wykonywała w latach 1966–1968 wśród Szerpów w Nepalu, wspólnie z pierwszym mężem, również absolwentem University of Chicago z roku 1970 (Robert Paul). W następnych latach prowadziła badania w dziedzinie antropologii kulturowej w innych regionach Tybetu, w Himalajach, w Azji Południowo-Wschodniej i Południowej oraz w Stanach Zjednoczonych.
Pracę dydaktyczną rozpoczęła na początku lat 70. w Sarah Lawrence College. W latach 1977–1994 była zatrudniona w University of Michigan; kierowała wydziałem antropologii, pełniła funkcję konsultanta w redakcji Journal of Cultural and Social Practice, jej wykłady nt. The Virgin and the State stały się, po publikacji (wyd. 1978), cenioną pozycją w bibliografii antropologii feministycznej. W kolejnych latach pracowała w University of California, Berkeley (1994–1996), a następnie w Columbia University i University of California, Los Angeles. W roku 2004  otrzymała w UCLA stanowisko profesora. Prowadzi liczne kursy z dziedziny antropologii, m.in. kurs Ethnographic Imagination. Uczestniczy również w działalności Center for the Study of Women

## Tematyka badań

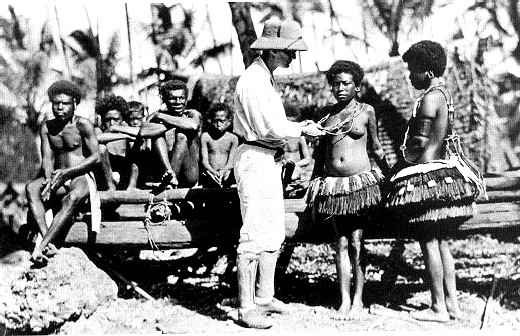
Bronisław Malinowski wśród mieszkańców Wysp Trobrianda (ok. 1918)

Badania Sherry Ortner wiążą się z ruchem feministycznym; są jedną z podstaw teorii gender (płci kulturowej, zbioru nakazów i zakazów dotyczących konkretnej płci). Zgodnie z tą teorią zachowanie jest warunkowane nie tylko przez czynniki biochemiczne i płeć genetyczną, lecz również przez zmienne konstrukty kulturowe (zob. antropologia kulturowa, funkcjonalizm, strukturalizm). Badania antropologiczne w tej dziedzinie prowadził m.in. polski antropolog, Bronisław Malinowski (1884–1942), badacz ludów Melanezji (zob. np. Życie seksualne dzikich w północno-zachodniej Melanezji, Zwyczaj i zbrodnia w społeczności dzikich, Malinowski Concept on the Family i Bronislaw Malinowski on the Anthropology of Marriage).
Problem płci kulturowej bywa rozpatrywany jako „konstrukcja symboliczna” lub jako „relacja społeczna”. Analizując źródła wielkiej różnorodności kulturowych znaczeń pojęć „mężczyzna" i „kobieta" Sherry Ortner w roku 1974 napisała m.in.:

Płodność antropologii wywodzi się w znacznym stopniu z napięcia pomiędzy dwoma typami wymogów: pragniemy wyjaśnić to, co wspólne wszystkim ludziom, a zarazem to, co różni ich od siebie kulturowo. Pod tym względem kobieta stanowi jeden z najbardziej prowokujących problemów. Z jednej strony jej podrzędny status w społeczeństwie jest faktem powszechnym i ponadkulturowym, z drugiej strony zaś poszczególne kulturowe koncepcje i symbolizacje kobiecości są zazwyczaj zróżnicowane, a czasem nawet wzajemnie sprzeczne. Co więcej, rzeczywiste traktowanie kobiet, ich względna władza i wkład w życie wspólnoty zmienia się w zależności od kultury, epoki historycznej i miejscowych tradycji. Oba te aspekty – uniwersalność faktu i kulturowe modyfikacje – oczekują jakiegoś wyjaśnienia (tłumaczenie: Teresa Hołówka).

Poszukując rozwiązania tak sformułowanego problemu zasugerowała, że kobiety są symbolicznie kojarzone z „naturą" i „słabością", a mężczyźni – z „kulturą" i „siłą". W tej symbolice dostrzegała przyczyny podporządkowania kobiet mężczyznom. Dowodziła, że taki konstrukt kulturowy określa oczekiwania wobec obu genetycznych płci, dotyczące zachowań w różnych sytuacjach społecznych (miejsce dla „bliższych naturze" – w sferze „domowej", a kształtujących „kulturę" – w sferze „publicznej", uznawanej za ważniejszą).

## Publikacje

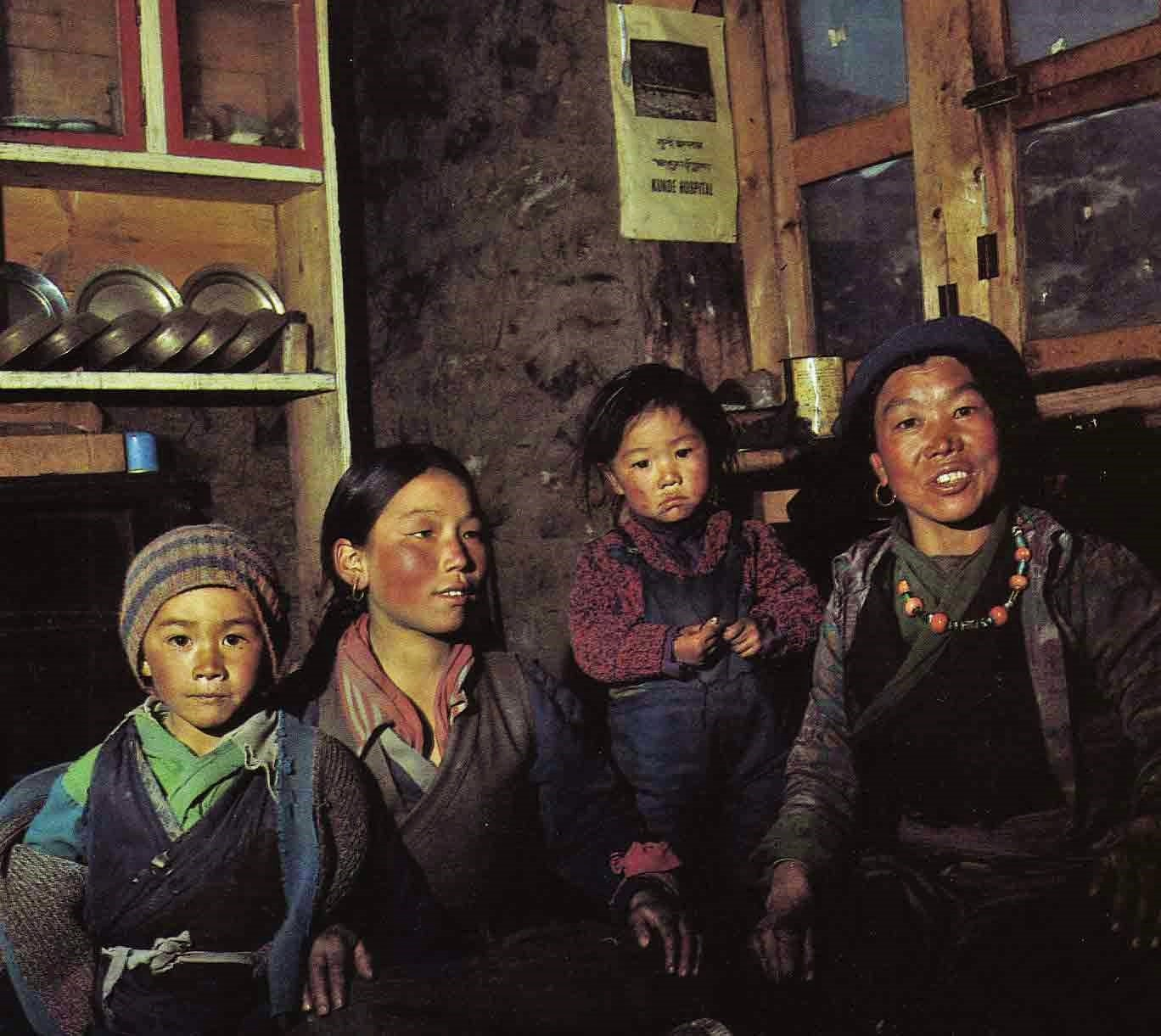
Rodzina Szerpów

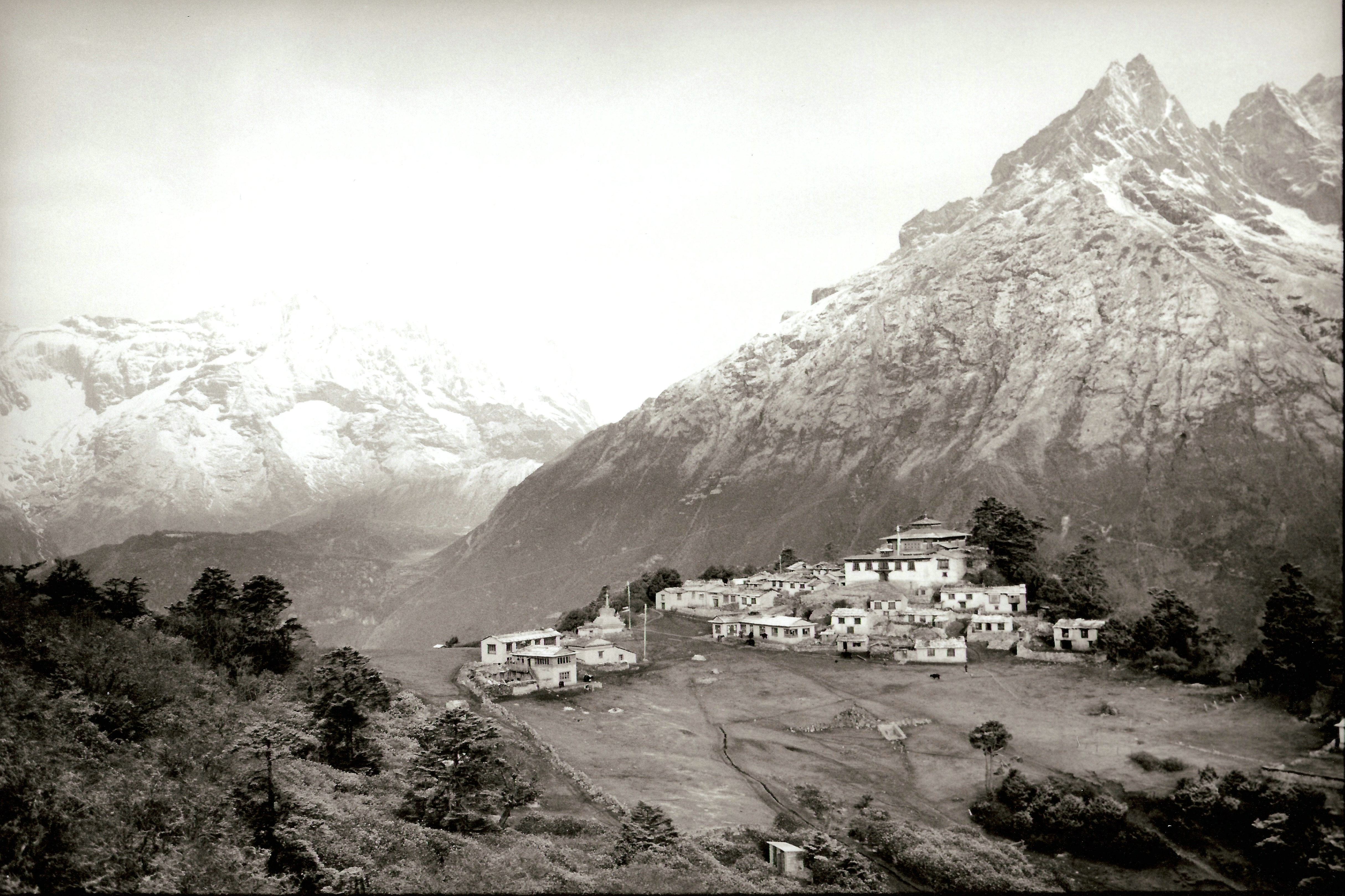
Klasztor Thyangboche w Solukhumbu (Nepal), zob. buddyzm tybetański (temat pracy: High Religion: A Cultural and Political History of Sherpa Buddhism)

Wybór według www.google.pl (zob. też Kraina Książek):
- 1973 – On Key Symbols[15],
- 1974 – Is Female to Male as Nature is to Culture?[12][b],
- 1978 – Sherpas Through Their Rituals,
- 1978 – The virgin and the state,
- 1981 – Sexual Meanings: The Cultural Construction of Gender and Sexuality[16],
- 1989 – Culture/power/history: Series Prospectus,
- 1989 – Feminist Perspective on Christopher Lasch, „The Social Invasion of the Self”,
- 1990 – Who shapes the text?: Sherpas and sahibs on Mount Everest,
- 1991 – Narrativity in history, culture, and lives,
- 1992, 1992 – High Religion: A Cultural and Political History of Sherpa Buddhism,
- 1993 – La Teoría antropológica desde los años sesenta,
- 1994 – Anthrōpologia, gynaikes kai phylo (wsp. Alexandra Bakalakē, Marilyn Strathern),
- 1996 – Making Gender: The Politics and Erotics of Culture[17],
- 2000 – Patterns of History: Cultural Schemas in the Foundings of Sherpa Religious Institutions,
- 2001 – Life and Death on Mt. Everest: Sherpas and Himalayan Mountaineering,
- 2001 – Theory in Anthropology Since the Sixties,
- 2002 – Die Welt der Sherpas.: Leben und Sterben am Mount Everest,
- 2003 – New Jersey Dreaming: Capital, Culture, and the Class of ‘58,
- 2004 – Resistance and the Problem of Ethnographic Refusal,
- 2006 – Anthropology and Social Theory: Culture, Power, and the Acting Subject,
- 2013 – Not Hollywood: Independent Film at the Twilight of the American Dream,

## Wyróżnienia, odznaczenia i nagrody
Sherry Ortner w roku 1992 została wybrana do American Academy of Arts and Sciences. W roku 2001 Society of Anthropology and Geography of Sweden przyznało jej Retzius Medal. Otrzymała nagrody od:
- National Science Foundation,
- Guggenheim Foundation,
- National Endowment for the Humanities,
- John D. and Catherine T. MacArthur Foundation (MacArthur Fellowship 1990).

Jej książka Sherpas, Life and Death on Mt. Everest otrzymała J.I. Staley prize jako najlepsza pozycja roku 2004 w dziedzinie antopologii.